# Prefektura Šizuoka
Shizuoka (japonsko Shizuoka-ken 静岡県) je prefektura v regiji Čubu na japonskem otoku Honšuju. Glavno mesto prefekture je Shizuoka (japonsko Shizuoka-shi 静岡市).

Znana je kot ena glavnih območij pridelave zelenega čaja.

## Mesta
Prefektura Shizuoka zajema 23 mest:
| - Atami - Fuji - Fujieda - Fujinomiya - Fukuroi - Gotenba - Hamamatsu - Itō - Iwata - Izu - Izunokuni - Kakegawa | - Kikugawa - Kosai - Makinohara - Mishima - Numazu - Omaezaki - Shimada - Shimoda - Shizuoka (glavno mesto) - Susono - Yaizu |